# Cục Tần số vô tuyến điện (Việt Nam)

Cục Tần số vô tuyến điện (tiếng Anh: The Authority of Radio Frequency Management, viết tắt là ARFM) là cơ quan trực thuộc Bộ Khoa học và Công nghệ, có chức năng tham mưu, giúp Bộ trưởng thực hiện nhiệm vụ quản lý nhà nước và tổ chức thực thi pháp luật trong lĩnh vực tần số vô tuyến điện.
Chức năng, nhiệm vụ, quyền hạn và cơ cấu tổ chức của Cục Tần số vô tuyến điện được quy định tại Quyết định số 159/QĐ-BKHCN ngày 3/3/2025 của Bộ trưởng Bộ Khoa học và Công nghệ.

## Lịch sử hình thành và phát triển[2]
Nhà nước Việt Nam đã nhận thức rất sớm tầm quan trọng của công tác quản lý tần số và thông tin vô tuyến điện. Từ năm 1959, Chính phủ đã có các Nghị định 344/TTg về quản lý máy phát vô tuyến điện và Nghị định 345/TTg về quản lý tần số vô tuyến điện. Trên cơ sở đó, tổ chức quản lý tần số vô tuyến điện cũng đã sớm hình thành và hoạt động phù hợp với yêu cầu và nhiệm vụ trong từng giai đoạn.
Từ trước năm 1978, công tác quản lý tần số được giao cho Đài C19 thuộc Cục Điện chính, từ năm 1978 là Vụ Điện chính. Tháng 10/1982, Trung tâm Tần số vô tuyến điện thuộc Tổng cục Bưu điện được thành lập. Giữa năm 1985, Trung tâm tần số vô tuyến điện được tách ra thành 2 bộ phận là Phòng Quản lý Tần số thuộc Vụ Điện chính và Đài Kiểm soát thuộc Công ty Điện báo Bưu điện Hà Nội. Tháng 5/1989, Trung tâm Quốc gia Kiểm soát tần số vô tuyến điện thuộc Tổng cục Bưu điện được thành lập và đến năm 1991, đổi tên thành Trung tâm Quốc gia quản lý tần số trực thuộc Bộ Giao thông Vận tải và Bưu điện. Những tổ chức tiền thân này của Cục Tần số vô tuyến điện đã hoàn thành xuất sắc nhiệm vụ được giao, góp phần đảm bảo cho sự hoạt động có hiệu quả của các hệ thống thông tin vô tuyến, phục vụ phát triển kinh tế và đảm bảo an ninh quốc phòng qua các thời kỳ.
Ngày 8/6/1993, Tổng cục trưởng Tổng cục Bưu điện đã ra Quyết định số 494/QĐ-TCBĐ thành lập Cục Tần số vô tuyến điện. Cục Tần số vô tuyến điện thực hiện chức năng quản lý nhà nước chuyên ngành về tần số vô tuyến điện, quỹ đạo vệ tinh và phát sóng phát thanh, truyền hình trên phạm vi cả nước.
Năm 2007, Cục Tần số vô tuyến điện đã được nâng cấp từ Cục hạng II lên Cục hạng I và ngày 4/7/2008, Thủ tướng Chính phủ đã ký Quyết định số 88/2008/QĐ-TTg quy định chức năng, nhiệm vụ, quyền hạn và cơ cấu tổ chức của Cục Tần số vô tuyến điện, đó là sự thể hiện tầm nhìn và sự đánh giá của Chính phủ và Bộ Thông tin và Truyền thông về tầm quan trọng của công tác quản lý nhà nước về tần số vô tuyến điện ở Việt Nam trong giai đoạn hiện nay.
Từ khi thành lập đến nay, Cục Tần số vô tuyến điện đã không ngừng trưởng thành và lớn mạnh về mọi mặt, hoàn thành xuất sắc nhiệm vụ quản lý tần số, đóng góp to lớn vào thành tích chung của Ngành Thông tin và Truyền thông trong sự nghiệp xây dựng và bảo vệ tổ quốc.

## Nhiệm vụ và quyền hạn
Theo Điều 2, Quyết định số 159/QĐ-BKHCN ngày 3/3/2025 của Bộ trưởng Bộ Khoa học và Công nghệ, Cục Tần số vô tuyến điện có các nhiệm vụ, quyền hạn chính:
1. Tham mưu giúp Bộ trưởng thực hiện nhiệm vụ quản lý nhà nước:
a) Xây dựng, trình Bộ trưởng ban hành hoặc để Bộ trưởng trình cấp có thẩm quyền ban hành các văn bản quy phạm pháp luật về tần số vô tuyến điện, quỹ đạo vệ tinh;
b) Xây dựng, trình Bộ trưởng ban hành hoặc để Bộ trưởng trình cấp có thẩm quyền ban hành chiến lược, kế hoạch, chương trình, đề án, dự án, quyết định, chỉ thị và các văn bản khác về tần số vô tuyến điện, quỹ đạo vệ tinh;
c) Xây dựng, trình Bộ trưởng để trình Thủ tướng Chính phủ ban hành quy hoạch phổ tần số vô tuyến điện quốc gia và tham mưu hướng dẫn, tổ chức thực hiện sau khi được phê duyệt; xây dựng, trình Bộ trưởng ban hành quy hoạch băng tần, quy hoạch phân kênh tần số, quy hoạch sử dụng kênh tần số, quy định về điều kiện phân bổ, ấn định và sử dụng tần số vô tuyến điện;
d) Xây dựng, trình Bộ trưởng để trình cấp có thẩm quyền ban hành và tổ chức thực hiện quy định về đấu giá, thi tuyển, chuyển nhượng quyền sử dụng tần số vô tuyến điện;
đ) Xây dựng, trình Bộ trưởng ban hành quy định về điều kiện kỹ thuật, điều kiện khai thác các loại thiết bị vô tuyến điện được miễn giấy phép;
e) Xây dựng, trình Bộ trưởng để trình cấp có thẩm quyền ban hành điều kiện, thủ tục công nhận tổ chức đủ điều kiện đào tạo, cấp chứng chỉ vô tuyến điện viên thuộc nghiệp vụ di động hàng hải, vô tuyến điện nghiệp dư; quy định chứng chỉ vô tuyến điện viên, đối tượng, điều kiện, thủ tục cấp, thu hồi chứng chỉ vô tuyến điện viên; công nhận chứng chỉ vô tuyến điện viên nước ngoài.
g) Tham mưu giúp Bộ trưởng chủ trì, phối hợp với Bộ Quốc phòng, Bộ Công an trình Thủ tướng Chính phủ phê duyệt phân bổ băng tần phục vụ mục đích quốc phòng, an ninh.
2. Trực tiếp tổ chức thực thi nhiệm vụ quản lý nhà nước:
a) Hướng dẫn và tổ chức thực hiện các văn bản quy phạm pháp luật, chiến lược, quy hoạch, chương trình, đề án, kế hoạch và các văn bản khác về tần số vô tuyến điện, quỹ đạo vệ tinh, hoạt động truyền dẫn, phát sóng theo quy hoạch hạ tầng thông tin và truyền thông theo phân công, phân cấp của Bộ trưởng;
b) Cấp, cấp lại, cấp đổi, gia hạn, sửa đổi, bổ sung, thu hồi giấy phép sử dụng tần số vô tuyến điện, đình chỉ một phần quyền sử dụng tần số vô tuyến điện, xử lý đề nghị ngừng sử dụng tần số vô tuyến điện theo quy định của pháp luật;
c) Kiểm soát tần số vô tuyến điện, xử lý nhiễu có hại. Đo lường, thử nghiệm phát xạ vô tuyến điện, tương thích điện từ, an toàn bức xạ vô tuyến điện;
d) Chủ trì, phối hợp với các đơn vị liên quan của Bộ Quốc phòng, Bộ Công an xử lý nhiễu có hại giữa các đài vô tuyến điện phục vụ mục đích quốc phòng, an ninh và mục đích kinh tế - xã hội theo quy định pháp luật;
đ) Hợp tác quốc tế về kỹ thuật, nghiệp vụ tần số vô tuyến điện theo phân cấp của Bộ trưởng; thực hiện đăng ký tần số vô tuyến điện và quỹ đạo vệ tinh với Liên minh Viễn thông quốc tế (ITU); tổ chức việc phối hợp tần số vô tuyến điện và quỹ đạo vệ tinh với các nước, vùng lãnh thổ, tổ chức quốc tế; khiếu nại và giải quyết khiếu nại can nhiễu tần số vô tuyến điện của Việt Nam với các nước, vùng lãnh thổ, tổ chức quốc tế; tham gia các chương trình kiểm soát tần số vô tuyến điện quốc tế;
e) Thực hiện giám sát, thanh tra, kiểm tra, tiếp công dân, giải quyết khiếu nại, tố cáo và xử lý các hành vi vi phạm pháp luật trong lĩnh vực tần số vô tuyến điện theo quy định của pháp luật;
g) Chủ trì, phối hợp với các cơ quan, đơn vị liên quan hướng dẫn chuyên môn nghiệp vụ, tuyên truyền, phổ biến, giáo dục pháp luật trong lĩnh vực tần số vô tuyến điện;
h) Tổ chức và quản lý việc cung cấp các dịch vụ sự nghiệp công chuyên ngành tần số vô tuyến điện theo quy định của pháp luật;
i) Thu, nộp, quản lý và sử dụng lệ phí cấp giấy phép sử dụng tần số vô tuyến điện, phí sử dụng tần số vô tuyến điện, tiền cấp quyền sử dụng tần số vô tuyến điện theo quy định của pháp luật;
k) Là cơ quan thường trực của Ủy ban Tần số vô tuyến điện.
3. Phối hợp thực hiện nhiệm vụ quản lý nhà nước:
a) Phối hợp với các đơn vị liên quan xây dựng tiêu chuẩn, quy chuẩn kỹ thuật trong lĩnh vực tần số vô tuyến điện;
b) Phối hợp với Vụ Kế hoạch - Tài chính và các đơn vị liên quan xây dựng định mức chi phí, giá dịch vụ sự nghiệp công sử dụng ngân sách nhà nước (nếu có) theo quy định của pháp luật;
c) Phối hợp với các đơn vị liên quan quản lý hoạt động của các hội, hiệp hội thuộc lĩnh vực tần số vô tuyến điện theo quy định của pháp luật.
4. Thực hiện công tác quản trị nội bộ:
a) Nghiên cứu, ứng dụng khoa học và công nghệ trong hoạt động quản lý tần số vô tuyến điện; thực hiện các nhiệm vụ cải cách hành chính, cải cách thủ tục hành chính, ứng dụng công nghệ thông tin, chuyển đổi số phục vụ hoạt động của Cục theo chương trình, kế hoạch của Chính phủ và Bộ Khoa học và Công nghệ.
b) Quản lý về tổ chức bộ máy, công chức, viên chức, người lao động thuộc phạm vi quản lý của Cục; thực hiện chế độ tiền lương và các chế độ khác đối với công chức, viên chức, người lao động thuộc phạm vi quản lý của Cục theo quy định của pháp luật và phân cấp của Bộ trưởng.
c) Quản lý tài chính, tài sản, hồ sơ, tài liệu theo quy định của pháp luật và phân cấp của Bộ trưởng.
5. Thực hiện các nhiệm vụ khác theo quy định của pháp luật hoặc được Bộ trưởng giao.

## Lãnh đạo Cục[4]
- Cục trưởng: Lê Văn Tuấn[5]
- Phó Cục trưởng:

1. Lê Thái Hòa
2. Nguyễn Phương Anh[6]
3. Trần Mạnh Tuấn[7]

## Cơ cấu tổ chức
(Theo Khoản 2, Điều 3, Quyết định số 159/QĐ-BKHCN ngày 3/3/2025 của Bộ trưởng Bộ Khoa học và Công nghệ)

### Các phòng giúp việc Cục trưởng
- Văn phòng
- Phòng Thanh tra
- Phòng Kế hoạch - Tài chính
- Phòng Tổ chức cán bộ
- Phòng Chính sách và Quy hoạch tần số
- Phòng Ấn định và cấp phép tần số
- Phòng Hợp tác và Phối hợp tần số quốc tế
- Phòng Kiểm soát tần số

### Các đơn vị chức năng
- Trung tâm Tần số vô tuyến điện khu vực I
- Trung tâm Tần số vô tuyến điện khu vực II
- Trung tâm Tần số vô tuyến điện khu vực III
- Trung tâm Tần số vô tuyến điện khu vực IV
- Trung tâm Tần số vô tuyến điện khu vực V
- Trung tâm Tần số vô tuyến điện khu vực VI
- Trung tâm Tần số vô tuyến điện khu vực VII
- Trung tâm Tần số vô tuyến điện khu vực VIII

### Đơn vị sự nghiệp trực thuộc
- Trung tâm Kỹ thuật

## Lãnh đạo Cục qua các thời kỳ
- Trung tâm Tần số vô tuyến điện (từ tháng 10/1982, thuộc Tổng cục Bưu điện)

- Trung tâm Quốc gia kiểm soát tần số vô tuyến điện (từ tháng 5/1989)

- Giám đốc Trung tâm Quốc gia quản lý tần số (từ 1991, thuộc Bộ Giao thông Vận tải và Bưu điện)

1. Nguyễn Ngọc Cảnh (1991-1993)

- Cục trưởng Cục Tần số vô tuyến điện (từ ngày 8 tháng 6, 1993)

1. Lưu Văn Lượng (1993-tháng 01/2002)
2. Vũ Thị Bích (tháng 3/2003-tháng 5/2006)
3. Đoàn Quang Hoan (tháng 5/2006-tháng 7/2018)
4. Lê Văn Tuấn (Phó Cục trưởng phụ trách)
5. Nguyễn Đức Trung (tháng 7/2019-tháng 8/2022; nguyên Cục trưởng Cục Viễn thông)
6. Lê Văn Tuấn (từ 1 tháng 9, 2022 đến nay)

- Phó Cục trưởng:
  - Phan Thị Nhã
  - Vũ Thị Bích (sau là Cục trưởng)
  - Đoàn Quang Hoan (sau là Cục trưởng)
  - Ngô Thúy Trầm
  - Chu Mai Hồng
  - Nguyễn Ngọc Duyên (sau là Vụ trưởng Vụ Kế hoạch Tài chính, Bộ Thông tin và Truyền thông)
  - Nguyễn Ngọc Lâm
  - Nguyễn Văn Thư (kiêm Giám đốc Trung tâm Tần số vô tuyến điện khu vực II)
  - Lê Văn Tuấn (sau là Phó Cục trưởng Cục Viễn thông, rồi Giám đốc Sở TT&TT Bà Rịa Vũng Tàu, rồi Cục trưởng Cục Tần số)
  - Nguyễn Phương Anh
  - Trần Mạnh Tuấn
  - Lê Thái Hòa (sau là Thư ký Bộ trưởng, rồi Phó Chánh Văn phòng Bộ Thông tin và Truyền thông)